# 청주청원도서관
청주청원도서관(淸州淸原圖書館)은 대한민국 충청북도 청주시 청원구 사천동 소재의 시립 도서관이다.

## 연혁
- 2007년 3월 21일 개관.

## 시설현황
- 2층: 정기간행물실, 종합자료실, 디지털자료실
- 1층: 아동열람실, 모자열람실, 이야기방, 성인학습실

## 이용 안내
이용 시간
- 아동·모자열람실: 매일 09:00~18:00
- 종합자료실(디지털자료실, 정기간행물실) 및 성인학습실: 평일 09:00~22:00 / 토·일요일 09:00~18:00

휴관일
- 매주 월요일
- 관공서의 공휴일에 관한 규정이 정하는 공휴일